# Trois-Rivières
Trois-Rivières é uma cidade localizada na província canadense de Quebec, localizada às margens do Rio São Lourenço. A sua área é de 145,65 km², sua população era de 134 802 habitantes em 2014, e sua densidade populacional era de 467 hab/km². É a cidade mais populosa da região administrativa de Mauricie. A cidade foi fundada em 1634, e incorporada em 1857, sendo a segunda mais antiga da província de Quebec. 163 802 habitantes vivem na sua região metropolitana.

## Origem do nome
A origem do nome Trois-Rivières, data do fim do século XVI e significa "Três-Rios", em francês. Ela vem de uma ilusão de ótica que os 3 canais do rio Saint-Maurice forme no desaguamento no rio São Lourenço, que forma 2 ilhas e dá a impressão de que existem 3 rios na região.
Apesar da cidade ser conhecida desde a primeira viagem de Jacques Cartier em 1535, o nome atual só veio em 1599. Na época, ainda não sabiam que se tratava do mesmo rio divido em 3 por 2 ilhas, as ilhas Saint-Quentin e Potherie.

## Clima
Trois-Rivières possui uma amplitude térmica de 32 ºC entre os meses de janeiro e julho. Chove em média 1 100 mm por ano, sendo mais úmida que Montreal (979 mm) e mais seca que cidade de Quebec (1 230 mm). Neva, e média, 241 cm por ano. A mais baixa temperatura já alcançada foi -41,1 ºC, em 24 de janeiro de 1976; e a mais alta foi de 36,1 ºC, em 1 de agosto de 1975.
| Mês                           | jan   | fev   | mar  | abr   | mai  | jun   | jul   | ago   | set   | out   | nov   | dez   |
| ----------------------------- | ----- | ----- | ---- | ----- | ---- | ----- | ----- | ----- | ----- | ----- | ----- | ----- |
| Temperatura mínima média (°C) | −17,6 | −15,4 | −8,8 | −0,5  | 6,2  | 11,5  | 14,1  | 13    | 7,9   | 2,2   | −3,8  | −12,8 |
| Temperatura média (°C)        | −12,5 | −10   | −3,7 | 4,7   | 12,4 | 17,3  | 19,8  | 18,6  | 13,1  | 6,9   | 0     | −8,3  |
| Temperatura máxima média (°C) | −7,3  | −4,6  | 1,4  | 9,9   | 18,6 | 23,2  | 25,5  | 24,1  | 18,3  | 11,5  | 3,8   | −3,8  |
| Recorde de frio (°C)          | −41,1 | −35,6 | −35  | −17,2 | −6,1 | −1,5  | 3,5   | 1,1   | −7,2  | −10,6 | −25,6 | −35,5 |
| Recorde de calor (°C)         | 13    | 10    | 17   | 31,5  | 32,2 | 34,5  | 34    | 36,1  | 30,5  | 27,2  | 20    | 12,5  |
| Precipitação (mm)             | 85,6  | 59,8  | 74,9 | 80,3  | 92,3 | 101,3 | 108,6 | 107,7 | 104,7 | 94    | 101,6 | 89,1  |

Fonte: Environnement Canada

## Símbolos

Brasão